# Maxus V70
Maxus V70 — це фургон, який випускається компанією Maxus з 2023 року. Він стоїть над більшим Maxus V80 і продається як Maxus Xintu (新途) V70.

## Огляд

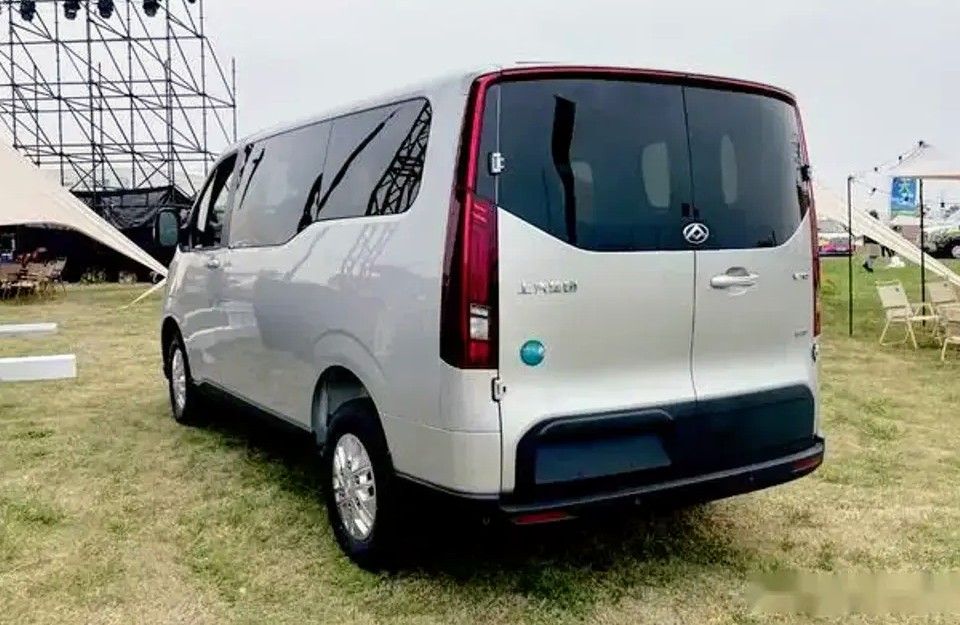
Maxus V70

Компанія Maxus планувала представити в Інтернеті Maxus V70 у листопаді 2022 року. Позиціонований переважно як легкий пасажирський автомобіль, Maxus V70 пропонується у 5/6/9-місцевих варіантах і базується на абсолютно новій платформі Maxus.
Доступний один двигун — 2,0-літровий чотирициліндровий турбодизель SC20M125.1Q6 з максимальною потужністю 93 кВт (125 к.с.) і максимальною швидкістю 156 км/год. Витрата палива становить 7,4 л/100 км.

## EV70/eDeliver 7
У Китаї продається повністю електричний варіант автомобіля під назвою Maxus EV70.
Існує кілька варіантів розміру батареї та місця: 77 кВт/год або 88 кВт/год корисної ємності. Випускається як L1H1 (4998x2030x1990 мм), L2H1 (5364x2030x1990 мм) і L2H2 (5364x2030x2390 мм). Бортовий зарядний пристрій має потужність 11 кВт змінного струму, а через постійний струм – 90 кВт.

## Iveco Fidato
Iveco Fidato (聚星, Juxing) — це перероблений варіант, який продається компанією SAIC-Iveco. Варіант Iveco має оновлений передній бампер, але має ті самі розміри, трансмісію та продуктивність, що й варіант Maxus.